# .mx
Pour les articles homonymes, voir MX.

Logo de .mx, le domaine Internet de premier niveau (ccTLD) du Mexique

.mx est le domaine de premier niveau national réservé au Mexique, enregistré en 1989.
La traduction du slogan accompagnant le logo est : « .mx est la nouvelle façon de dire Mexique. »[réf. souhaitée]